# Nádia (basquetebolista)
Nádia Bento de Lima, mais conhecida como Nádia (nascid em 30 de julho de 1965, em Osasco) é uma ex-jogadora brasileira de basquete que ocupava a posição de armadora.
Foi parte da Seleção Brasileira de Basquetebol Feminino com a qual conquistou a medalha de prata nos Jogos Panamericanos de 1987, realizados em Indianápolis, e a medalha de ouro nos Jogos Panamericanos de 1991, em Havana. Ademais, foi campeã dos Campeonatos Sudamericanos de Basquete adulto realizados no Brasil (1986 e 1995), na Colômbia (1991) e no Chile (1989).

## Estatísticas FIBA
| Ano          | Concorrência                                               | PPJ  | RPJ | APJ |
| ------------ | ---------------------------------------------------------- | ---- | --- | --- |
| 1986         | Campeonato mundial de basquete feminino                    | 7    | 0   | 0   |
| 1990         | Campeonato mundial de basquete feminino                    | 12.2 | 0   | 0   |
| 1992         | Jogos Olímpicos                                            | 1.4  | 0.4 | 0.4 |
| 1992         | Torneio mundial clasificatório feminino para as olimpíadas | 5.4  | 0   | 0   |
| Média total  | Média total                                                | 22.6 | 0.2 | 0.2 |
| Fonte: FIBA. |                                                            |      |     |     |